# Wiaczesław Krawcow
Waczesław Wałerijowycz Krawcow (ur. 25 sierpnia 1987) – ukraiński koszykarz grający na pozycji środkowego, obecnie zawodnik San en NeoPhoenix.
14 lipca 2012 podpisał kontrakt z Detroit Pistons.
26 grudnia 2018 dołączył do hiszpańskiego Montakit Fuenlabrada.
26 grudnia 2019 został zawodnikiem japońskiego San en NeoPhoenix.

## Osiągnięcia
Stan na 26 grudnia 2019, na podstawie, o ile nie zaznaczono inaczej.
Drużynowe
- 3. miejsce w:
  - EuroChallenge (2006)
  - lidze VTB (2009)
- Mistrz:
  - Hiszpanii (2017)
  - Ukrainy (2012)
- Wicemistrz:
  - Eurocup (2017)
  - Ukrainy (2006–2008, 2011)
- Zdobywca Pucharu Ukrainy (2007)
- Finalista pucharu:
  - Hiszpanii (2017)
  - Ukrainy (2008–2010)

Indywidualne
- MVP Pucharu Ukrainy (2010)
- 4-krotny uczestnik ukraińskiego meczu gwiazd (2009–2012)
- Lider ligi ukraińskiej w blokach (2010)

Reprezentacja
- Uczestnik:
  - mistrzostw Europy (2011 – 17. miejsce, 2013 – 6. miejsce)
  - mistrzostw świata (2014 – 18. miejsce)
  - uniwersjady (2009)
  - mistrzostw Europy dywizji B U–20 (2006)
- Mistrz Europy dywizji B U–18 (2005)
- Lider Eurobasketu w blokach (2013)